# Mars Climate Orbiter

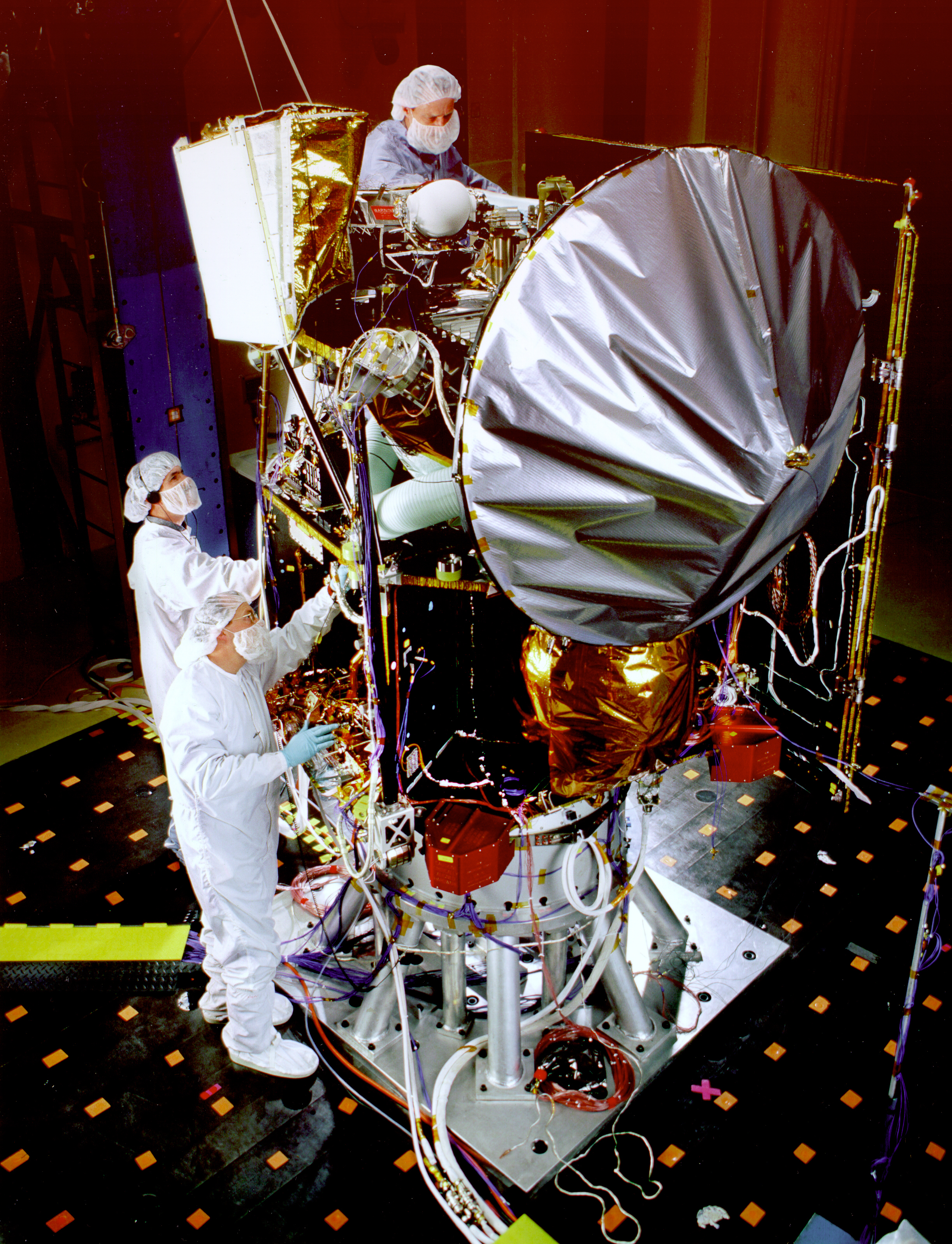
Mars Climate Orbiter podczas testów

Mars Climate Orbiter – sonda NASA wystrzelona 11 grudnia 1998 roku przeznaczona do badań pogody, atmosfery i klimatu Marsa jako część programu Mars Surveyor '98. 23 września 1999 roku, w trakcie wchodzenia na orbitę Marsa kontakt z satelitą został przerwany w wyniku błędu w projekcie komputera sterującego misją i sonda uległa zniszczeniu w atmosferze Marsa.

## Plan misji

### Historia
Po utracie Mars Observera NASA skupiła się na badaniu Marsa przy użyciu mniejszych sond o masie do 1000 kilogramów z bardziej sprecyzowaną aparaturą badawczą. W 1995 wystartował nowy program Mars Surveyor, jako zestaw zróżnicowanych misji. Pierwszą misją był Mars Global Surveyor wystrzelony w 1996 roku w celu sporządzenia map Marsa i zebrania danych geologicznych za pomocą instrumentów przeznaczonych dla Mars Observera. Podobnie jak Mars Global Surveyor, Mars Climate Orbiter przenosił dwa instrumenty, jeden zaprojektowany dla Mars Observera przeznaczony do badań klimatu i pogody na Marsie.
Główne naukowe cele misji stanowiły:
- Określenie występowania wody na Marsie
- Codzienne monitorowanie pogody i stanu atmosfery
- Monitorowanie zmian na powierzchni Marsa spowodowane wiatrem i innymi efektami atmosfery
- Monitorowanie ilości pyłu i pary wodnej w atmosferze
- Poszukiwanie śladów przeszłych zmian klimatu.

### Projekt sondy
Korpus satelity mierzył 2,1 m wysokości, 1,6 m szerokości i 2 m długości. Z wyjątkiem aparatury badawczej, baterii oraz głównego silnika, większość systemów była zdublowana.
Sonda była stabilizowana trójosiowo i posiadała 8 silników reakcyjnych (cztery o ciągu 22 N do zmiany trajektorii, cztery o ciągu 0,9 N do kontroli wysokości). Orientacja sondy była wyznaczana przez dwa detektory Słońca, a jej kontrola następowała przez użycie silników reakcyjnych (RCS) lub kół reakcyjnych. Do przeprowadzenia manewru umieszczenia na orbicie, sonda posiadała również główny silnik dostarczający 640 N ciągu, spalający hydrazynę oraz NTO.
Sonda posiadała również 1,3-metrową antenę mikrofalową do przekazywania danych na Ziemię w pasmie X. Dla oszczędności zastosowano nadajnik zaprojektowany dla sondy Cassini-Huygens. Zastosowano również system komunikacji w paśmie UHF dla komunikacji z Mars Polar Landerem.
Mars Climate Orbiter był zasilany za pomocą paneli słonecznych, zapewniających średnio moc 500 W na Marsie. Rozłożone mierzyły 5,5 metra długości.
W celu uproszenia systemu komputerowego na pokładzie, satelita wyposażony był w pojedynczy komputer używający procesora IBM RAD6000, zdolny do pracy z częstotliwościami 5, 10 i 20 MHz. Dane przechowywane były w pamięci RAM o pojemności 128 MB oraz na 18 MB pamięci flash, która przeznaczona była dla bardzo ważnych danych, jak trzech kopii oprogramowania sondy.
Koszt misji wynosił w całości (Mars Climate Orbiter oraz Mars Polar Lander) 327,6 miliona USD – 193,1 miliona dolarów na opracowanie sond, 91,7 miliona dolarów na wystrzelenie oraz 42,8 miliona dolarów na koszty operacyjne.

## Przebieg misji
Mars Climate Orbiter został wystrzelony 11 grudnia 1998 roku o 18:45:51 UTC z Cape Canaveral Air Force Station na Florydzie na pokładzie rakiety Delta II. Wyniosła ona satelitę na orbitę transferową Hohmanna, osiągając prędkość 5,5 km/s względem Marsa i wysyłając satelitę w podróż o długości 669 milionów kilometrów.

### Zbliżenie do Marsa
Mars Climate Orbiter rozpoczął planowany manewr umieszczenia na orbicie 23 września 1999 roku o 09:00:46 UTC. Stracono z nim kontakt radiowy, gdy znajdował się za Marsem, o godzinie 09:04:52 UTC, 49 sekund wcześniej niż się spodziewano.

### Utrata sondy
O 9:27:00 UTC sonda miała wyjść z cienia radiowego planety. Dwa dni później NASA poinformowała o utracie misji Mars Climate Orbiter (MCO). Zamiast znaleźć się na oczekiwanej wysokości 140-150 km nad powierzchnią planety, orbiter trafił na wysokość 57 km i wkrótce kontakt z nim został stracony. Sonda uległa zniszczeniu w atmosferze Marsa.

10 listopada 1999 NASA upubliczniła raport komisji powypadkowej. Przyczyną był błąd ludzki, a konkretnie użycie różnych jednostek przy wyznaczaniu trajektorii lotu sondy. Program przetwarzający instrukcje kontroli naziemnej używał jako jednostki siły anglosaskich (amerykańskich) funtów, podczas gdy oprogramowanie sondy używało jako jednostki siły metrycznych niutonów. Pomyłka stopniowo narastała w czasie podróży, ponieważ MCO miał niesymetryczną konstrukcję. W związku z tym pęd przekazywany przez światło słoneczne zwiększył moment pędu próbnika. Dlatego też koła reakcyjne MCO były uruchamiane co najmniej 10 razy częściej, niż to było wymagane. W rezultacie po ponad dziewięciu miesiącach trajektoria lotu obniżyła się w stosunku do planowanej o 170 kilometrów. Misja miała pomóc w komunikacji z lądownikiem Mars Polar Lander, który jednak także roztrzaskał się o powierzchnię Marsa w grudniu 1999 roku.
Misję kontynuowała sonda 2001 Mars Odyssey, wystrzelona 24 października 2001 roku.